# Струмиця (община)
Община Струмиця (мак. Општина Струмиця) — община в Північній Македонії. Адміністративний центр — місто Струмиця. Розташована на південному сході  Македонії, Південно-Східний статистично-економічний регіон, з населенням 54 676 мешканців, які проживають на площі — 321,49 км².